# Portret Martina Zapatera (1797)
Portret Martina Zapatera (hiszp. Retrato de Martín Zapater) – obraz olejny hiszpańskiego malarza Francisca Goi (1746–1828) przedstawiający jego przyjaciela, Martina Zapatera.
Martín Zapater (1747–1800) był zamożnym kupcem pochodzącym z Aragonii, a jednocześnie mecenasem sztuki i człowiekiem oświecenia. Był bliskim przyjacielem Goi, znali się od dzieciństwa. Razem uczęszczali do jednej z darmowych szkół w Saragossie prowadzonych przez zakon pijarów (Escuelas Pías de San Antón). Przez wiele lat utrzymywali obszerną korespondencję – obecnie cenne źródło wiedzy o malarzu. Goya dwukrotnie namalował jego portret – pierwszy powstał w 1790, a drugi w 1797 roku.
Portret to przedłużone popiersie o owalnych ramach – formacie zarezerwowanym dla portretów najbliższych osób i neutralnym szaro-zielonym tle. Podobną kompozycję w owalu mają portrety Sędzia Altamirano (1796–1797) i Ramón de Posada y Soto (1794). Zapater ma na sobie dwurzędową marynarkę z brązowego aksamitu o szerokich klapach, białą koszulę i krawat. Goya przedstawił go jako dojrzałego mężczyznę (ma blisko 50 lat) o łagodnym spojrzeniu i dobrym usposobieniu. Portret ma osobisty i szczery charakter, został namalowany ze swobodą, inspirowany malarstwem angielskim. Inskrypcja na dole obrazu brzmi: Swojemu przyjacielowi Martinowi Zapaterowi, Goya, 1797.

## Proweniencja
Obraz, który był własnością Zapatera, odziedziczył syn jego bratanka Francisco Zapater y Gómez (Zapater nigdy się nie ożenił). Na początku XX wieku dzieło należało do paryskiej kolekcji Durant-Ruela, skąd zakupiono je do kolekcji Ramóna Soty y Aburto w Bilbao. W 1980 roku obraz został ofiarowany Muzeum Sztuk Pięknych w Bilbao, gdzie obecnie się znajduje.